# Janik Drugi
Janik Drugi – część wsi Janik w Polsce, położona w województwie świętokrzyskim, w powiecie ostrowieckim, w gminie Kunów.
W latach 1975–1998 Janik Drugi administracyjnie należał do województwa kieleckiego.